# Renault Nepta
La Renault Nepta è un'autovettura concept car stata presentata dalla casa automobilistica Renault, al Mondiale dell'Automobile 2006.

## Contesto
La macchina, in versione cabriolet, è dotata di un motore twin turbo a benzina V6 con una cilindrata di 3,5 litri ed è stata dichiarata una velocità massima di circa 310 km/h.
Della vettura esposta non vi è stata in seguito nessuna evoluzione in modelli di serie.